# Марта Гріффітс
Марта Една Райт, у шлюбі Гріффітс (англ. Martha Wright Griffiths; 29 січня 1912, Пірс-Сіті — 22 квітня 2003, Армада) — американська юристка та суддя, обрана до Палати представників США у 1954 році. Перша жінка, обрана до Конгресу США з Мічигану членом Демократичної партії. Авторка поправки про заборону дискримінації за статтю до Закону про громадянські права 1964 року. У 1982 році Гріффітс стала першою жінкою на посаді віце-губернатора штату Мічиган (Матильда Додж Вілсон була призначена першою жінкою — віце-губернаторкою штату Мічиган в 1939 році).

## Життя та кар'єра
Народилася в місті Пірс, штат Міссурі. Відвідувала державні школи і продовжувала закінчувати освіту в бакалавраті в Університеті Міссурі в 1934 році. Вирішила продовжити освіту, вивчаючи право, і закінчила Школу права Мічиганського університету в 1940 році. Одружилася з Гіксом Джорджем Гріффітсом (нар. 1910), юристом і суддею, головою Мічиганської демократичної партії в 1949—1950 роках.
Марта Гріффітс працювала юристкою у приватній практиці, потім у юридичному департаменті Американського автомобільного страхового товариства в Детройті у 1941—1942 рр., а потім переговорницею контракту з питань замовлення у 1942—1946 роках. Обрана депутаткою Палати представників штату Мічиган, будучи на службі з 1949 до 1953 рік для 1-го округу Вейн. У 1953 році призначена суддею Детройтського суду рікордера, суддя з 1953 до 1954 рік. Вона була першою жінкою, призначеною на цю посаду.
У 1954 році Гріффітс обрана до 84-го конгресу із 17-го конгресу штату Мічиган і згодом переобрана на 9 наступних конгресів, які відбувалися з 3 січня 1955 до 31 грудня 1974 року в палаті США. Була делегаткою Демократичної національної конвенції у 1956 році, а також у 1968 році. Вона не була кандидаткою для переобрання на 94-й конгрес у 1974 році.

## Поправка до конституцій щодо рівності у правах
Під час перебування в Конгресі Гріффітс спонсорувала поправку щодо рівних прав, одну з 33 запропонованих поправок до Конгресу та до держав для ратифікації і серед шести, які не були ратифіковані.
The Guardian назвав Марту Гріффітс «матір'ю поправки рівних прав»: «Зброя, яку вона розгорнула під час своєї десятирічної кар'єри в конгресі, включала непохитну рішучість, розуміння адвокатом процедурних приємностей та язик, подібний до ковальського розпусту».
Я не знаю насправді, що в мене стільки наполегливості, але в мене є почуття обурення тим фактом, що до жінок несправедливо ставляться. Я маю те саме почуття до чорношкірих, латиноамериканців та азійців. Якщо ми Америка, тоді ми повинні бути такими, якими ми говоримо, що ми є. Ми повинні бути землею вільних і сміливих. Те, чого прагнули люди на цій землі, — це справедливість.

Батько вважав, що дівчата розумніші за хлопчиків, що було незвично в мої дні та віки.

## Кар'єра віце-губернатора
Після служби в Конгресі Марта Гріффітс повернулася до юридичної практики, а потім виконувала обов'язки 59-ї віце-губернаторки Мічигану з 1983 до 1991 рік за квитком губернатора Джеймса Бланшарда.  Вона переїхала у свій будинок в Армаді, штат Мічиган, де жила до своєї смерті у 2003 році у 91-річному віці.
Марта Гріффітс була членкинею Американської асоціації жінок університету. Мічиган AAUW назвав її «Акціонерною премією Марти Гріффітм».
Внесена в Мічиганський зал слави жінок у 1983 році і в Національний зал слави жінок у 1993 році.